# Stéphanie Crouvisier
Stéphanie Crouvisier est une grimpeuse française née en 1985 en France. Elle fait partie des quelques femmes à avoir gravi des voies cotées 8c.

## Palmarès

### Championnats du monde
Précoce, Stéphanie remporte deux médailles de bronze  , en catégorie cadette et junior.
| Date       | Final | Catégorie | Année | Organisateur | Pays      | Site        | Note |
| ---------- | ----- | --------- | ----- | ------------ | --------- | ----------- | ---- |
| 28/09/2002 | 3     | cadette   | 2002  | UIAA         | Canteleu  | France      |      |
| 10/09/2004 | 3     | junior    | 2004  | UIAA         | Édimbourg | Royaume-Uni |      |

### Coupe d'Europe
Stéphanie Crouvisier a remporté quatre podiums dont deux victoires dans des étapes de la coupe d'Europe junior 2003 et 2004.
| Date       | Place | Final | Catégorie | Année | Site   | Pays     |  |
| ---------- | ----- | ----- | --------- | ----- | ------ | -------- |  |
| 03/04/2004 | 1     | (-)   | junior    | 2004  | Genève | Suisse   |  |
| 17/05/2003 | 1     | 4     | junior    | 2003  | Imst   | Autriche |  |
| 15/05/2004 | 3     | (-)   | junior    | 2004  | Imst   | Autriche |  |
| 31/05/2003 | 3     | 4     | junior    | 2003  | Arco   | Italie   |  |

### Coupe du monde
| Date       | Place | Final | Epreuve    | Année | Organisateur | Pays | Lieu     |  |
| ---------- | ----- | ----- | ---------- | ----- | ------------ | ---- | -------- |  |
| 29/05/2004 | 14    | 37    | difficulté | 2004  | UIAA         | Imst | Autriche |  |
| 27/05/2005 | 14    | 32    | difficulté | 2005  | UIAA         | Imst | Autriche |  |

### Championnats d'Europe
| Date       | Final | Catégorie | Année | Organisateur | Pays   | Lieu  |
| ---------- | ----- | --------- | ----- | ------------ | ------ | ----- |
| 21/06/2004 | 30    | Sénior    | 2004  | UIAA         | Italie | Lecco |

### Autres compétitions  internationales
| Date       | Final | Catégorie   | Année | Organisateur | Pays            | Lieu   | Note |
| ---------- | ----- | ----------- | ----- | ------------ | --------------- | ------ | ---- |
| 23/07/2004 | 10    | Masters     | 2004  | UIAA         | Serre Chevalier | France |      |
| 05/10/2001 | 10    | Bloc Master | 2001  | FFME         | Grenoble        | France |      |

## Ses bellescroixen falaise
| Date       | Voie                        | Site                      | Roche    | Pays   | France | États-Unis | UIAA | Note |
| ---------- | --------------------------- | ------------------------- | -------- | ------ | ------ | ---------- | ---- | ---- |
| 01/09/2007 | Quoussaï les Maux de la fin | Gorges du Loup            | Calcaire | France | 8c     | 5.14b      | X+   |      |
| 12/06/2008 | Rue Gamma                   | Peillon                   | Calcaire | France | 8c     | 5.14b      | X+   |      |
| 07/06/2006 | A/1                         | Gorges du Blavet, Var     | Rhyolite | France | 8b+    | 5.14a      | X    |      |
| 0x/05/2007 | Piège Abscons               | La Turbie - secteur Jacob | Calcaire | France | 8b+    | 5.14a      | X    |      |
| xx/05/2006 | Saperlipopette              | Gorges du Blavet, Var     | Rhyolite | France | 8b+    | 5.14a      | X    |      |